# QR Большой Медведицы
QR Большой Медведицы (лат. QR Ursae Majoris), HD 81995 — двойная затменная переменная звезда типа Алголя (EA) в созвездии Большой Медведицы на расстоянии приблизительно 463 световых лет (около 142 парсеков) от Солнца. Видимая звёздная величина звезды — от +7,45m до +7,35m. Орбитальный период — около 1,7854 суток.

## Характеристики
Первый компонент — белая звезда спектрального класса A5.